# Dialogus de Scaccario
Le Dialogus de Scaccario ou le Dialogue sur l'Échiquier est un traité du Moyen Âge sur l'Échiquier anglais écrit à la fin du XIIe siècle par Richard fitz Nigel. Le traité, écrit en latin, est connu à travers trois manuscrits du XIIIe siècle et se présente en une série de questions et de réponses couvrant la juridiction, la constitution et le fonctionnement de l'Échiquier.

## Origine
Le traité a été vraisemblablement écrit par Richard fitz Nigel, Lord Grand Trésorier de l'Échiquier anglais sous Henri II d'Angleterre.